# Robert Marien
Robert Marien (* 3. Februar 1981 in Teterow, DDR) ist ein deutscher Fußballfunktionär.

## Leben
Marien wuchs als ältestes von drei Kindern – er hat einen Bruder und eine Schwester – bis 1993 nahe Lübz auf, ehe seine Familie für ein Jahr in die paraguayische Hauptstadt Asunción zog, wo er eine deutsche Schule besuchte. In seiner Jugend spielte er später für den VfL Grün-Gold Güstrow, während er das Internat der Fachschule Bockhorst in Güstrow besuchte. Nach einem Fördertraining bei Hansa Rostock entschied er sich gegen eine Karriere als Fußballspieler.
Marien ist gelernter Groß- und Außenhandelskaufmann und absolvierte ein Volontariat beim Lokalsender TV Rostock.
Er lebt mit seiner Familie in Satow bei Rostock.

## Fußballfunktionär

### Hansa Rostock
Im Jahr 2014 kam er beruflich zu Hansa Rostock, wo er zunächst im Bereich Marketing und Vertrieb tätig war und im November 2015 zum Vorstand Marketing aufstieg. Im Juli 2016 wurde der seinerzeit 35-Jährige zum Vorstandsvorsitzenden des damaligen Drittligisten berufen. Als ein Fürsprecher galt der Hansa-Investor Rolf Elgeti.
In seiner Amtszeit bei Hansa kehrte der Verein nach neun Jahren Drittligazugehörigkeit im Jahr 2021 in die 2. Bundesliga zurück. Auch die U23-Mannschaft des FCH konnte 2023 in die viertklassige Regionalliga Nordost aufsteigen. Zudem eröffneten die Norddeutschen nach 30 Jahren wieder eine eigene Abteilung für Frauen- und Mädchenfußball. Wirtschaftlich konsolidierte sich der Klub, steigerte die Einnahmen aus Sponsoring, Ticketverkauf, Merchandising und Vermarktung und erreichte 2023 den niedrigsten Verschuldungsstand seit dem Neubau des Ostseestadions zu Beginn der 2000er-Jahre. Zugleich erlebte Hansa Rostock einen starken Zuwachs an Vereinsmitgliedern von rund 10.500 im Herbst 2015 auf über 25.000 Mitglieder am Ende des Jahres 2023.
Während der Corona-Pandemie erarbeitete Marien im Frühjahr 2021 in Zusammenarbeit mit den Behörden der Stadt Rostock und des Landes Mecklenburg-Vorpommern ein Pilotprojekt, das die teilweise Öffnung von Fußballstadien für Besucher vorsah, womit der Ostseeklub als bundesweit erster Profiverein wieder vor Zuschauern spielen konnte. Im Dezember 2021 wurde Marien wegen seiner Kritik an einzelnen Maßnahmen gegen die Corona-Pandemie eine Verharmlosung des nationalsozialistischen Antisemitismus vorgeworfen, was er jedoch vehement zurückwies und das Gespräch mit der Dokumentations- und Informationsstelle Antisemitismus in Mecklenburg-Vorpommern suchte.
Ab März 2024 ließ Marien seine Tätigkeit beim F.C. Hansa aus gesundheitlichen Gründen ruhen. Nach dem Abstieg aus der 2. Bundesliga wurde er durch den Aufsichtsrat Mitte Mai 2024 freigestellt. Ende August 2024 wurde der Vertrag endgültig aufgelöst.

### Hallescher FC
Anfang Mai 2025 wurde Marien als Kaufmännischer Leiter beim Halleschen FC vorgestellt.